# Sauroplites
Sauroplites („ještěří hoplíta“) byl rodem „obrněného“ ptakopánvého dinosaura z kladu Ankylosauria, žijící v období spodní křídy (geologické stupně barrem až apt; asi před 130 až 115 miliony let) na území dnešní severní Číny.

## Objev a popis
Fosilie tohoto mohutného býložravce byly objeveny ve 30. letech 20. století v sedimentech tzv. skupiny Č'-tan (angl. Zhidan) z období spodní křídy v autonomní oblasti Vnitřní Mongolsko. Formálně je popsal švédský paleontolog Anders Birger Bohlin v roce 1953. Dnes mají katalogové označení AMNH 2074 a jsou tedy uloženy v Americkém přírodovědném muzeu v New Yorku.

## Vědecká platnost
Tento taxon byl dlouho označován jako nomen dubium, v roce 2014 ale byla jeho taxonomická pozice přehodnocena a zdá se, že se jedná o platný rod a druh nodosauridního ankylosaura.